# Adéla Komrzý
Adéla Komrzý (* 14. února 1992) je česká dokumentaristka a režisérka, autorka oceňovaného snímku Zkouška umění.

## Život
Adéla Komrzý je absolventkou oboru dějiny umění na Univerzitě Karlově a také Katedry dokumentární tvorby na pražské FAMU (2020). V roce 2018 absolvovala stáž na Filmuniversität Babelsberg Konrada Wolfa v Potsdamu. Jejím dědečkem je ilustrátor, malíř a režisér Radek Pilař.

## Tvorba
V roce 2013 natočila svůj první snímek Televizní oslava, za který získala cenu FITES. Snímek Výchova k válce, který vznikl jako součást dokumentárního seriálu České televize Český žurnál, ji vynesl cenu Andreje Stankoviče. Ve filmu Viva Video, Video Viva se věnovala českým průkopníkům videoartu (např. Radek Pilař, Woody Vasulka, Steina Vasulka), za tento snímek byla nominována na cenu Pavla Kouteckého. Později natočila snímek Jednotka intenzivního života, ve kterém se věnuje tabuizovaným tématům kvalitního života a dostupnosti lékařské péče na Oddělení paliativní péče Všeobecné fakultní nemocnice v Praze. Nejvýrazněji oceňovaným snímkem, za který získala také Českého lva za nejlepší dokument v roce 2022, je snímek Zkouška umění, která natočila společně s režisérem Tomášem Bojarem. Film, který původně měl vzniknout jako dokument k výročí Akademie výtvarných umění, se věnuje tematice přijímacích zkoušek na umělecké vysoké školy.

## Filmografie
- 2013 – Televizní oslava
- 2013 – Komu na tom záleží, kdo koho sežere
- 2016 – Výchova k válce
- 2019 – Viva Video, Video Viva
- 2021 – Jednotka intenzivního života
- 2022 – Zkouška umění